# Plevna (Montana)
Plevna è una città degli Stati Uniti d'America situata nel Montana, nella Contea di Fallon.